# Lepidocephalichthys birmanicus
Lepidocephalichthys birmanicus är en fiskart som först beskrevs av Rendahl, 1948.  Lepidocephalichthys birmanicus ingår i släktet Lepidocephalichthys och familjen nissögefiskar. IUCN kategoriserar arten globalt som livskraftig. Inga underarter finns listade i Catalogue of Life.